# Большой Беркут
Большой Беркут — деревня в Далматовском районе Курганской области. Входит в состав Кривского сельсовета.

## История
До 1917 года входила в состав Ольховской волости Шадринского уезда Пермской губернии. По данным на 1926 год состояла из 249 хозяйств. В административном отношении являлась центром Больше-Беркутского сельсовета Ольховского района Шадринского округа Уральской области.

## Население
| 1989 | 2002 | 2010 |
| ---- | ---- | ---- |
| 146  | ↘134 | ↘56  |

По данным переписи 1926 года в деревне проживало 1045 человек (460 мужчин и 585 женщин), в том числе: русские составляли 100 % населения.